# Habberley
Habberley är en by i civil parish Pontesbury, i distriktet Shropshire, i grevskapet Shropshire, i England. Byn är belägen 13 km från Shrewsbury. Habberley var en civil parish fram till 1967 när blev den en del av Pontesbury. Civil parish hade 66 invånare år 1961.